# Yamagata
Pour les articles homonymes, voir Yamagata (homonymie).
Yamagata (山形市, Yamagata-shi) est une ville du Japon, capitale de la préfecture de Yamagata.

## Géographie

### Démographie
En 2013, la ville de Yamagata avait une population estimée à 254 146 habitants répartis sur une superficie totale de 381,34 km2.

### Climat
Jusqu'en 2007, la ville de Yamagata détenait le record de température maximale atteinte au Japon avec 40,8 °C le 25 juillet 1933.
| Mois                                             | jan.      | fév.      | mars       | avril     | mai       | juin      | jui.      | août     | sep.      | oct.      | nov.      | déc.      | année     |
| ------------------------------------------------ | --------- | --------- | ---------- | --------- | --------- | --------- | --------- | -------- | --------- | --------- | --------- | --------- | --------- |
| Température minimale moyenne (°C)                | −3,1      | −3,1      | −0,3       | 4,7       | 10,7      | 15,7      | 20        | 20,9     | 16,6      | 9,8       | 3,6       | −0,7      | 7,9       |
| Température moyenne (°C)                         | −0,1      | 0,4       | 4          | 10,2      | 16,2      | 20,3      | 23,9      | 25       | 20,6      | 14,1      | 7,7       | 2,4       | 12,1      |
| Température maximale moyenne (°C)                | 3,3       | 4,4       | 9,1        | 16,4      | 22,6      | 25,9      | 29,1      | 30,5     | 25,8      | 19,5      | 12,6      | 6,1       | 17,1      |
| Record de froid (°C) date du record              | −20 1891  | −19 1891  | −15,5 1898 | −7,3 1941 | −1,8 1934 | 3 1927    | 6,7 1976  | 8,4 1910 | 3 1897    | −2,4 1938 | −7,2 1892 | −15 1898  | −20 1891  |
| Record de chaleur (°C) date du record            | 18,1 1960 | 17,3 1962 | 23,7 1891  | 33,3 1942 | 34,1 2019 | 37,5 2018 | 40,8 1933 | 39 2018  | 36,6 2020 | 32,3 1946 | 26,9 1914 | 20,6 1890 | 40,8 1933 |
| Ensoleillement (h)                               | 79,6      | 99,6      | 140,4      | 175,9     | 196,5     | 165       | 144,5     | 171,8    | 136,6     | 132,1     | 102,2     | 73,8      | 1 617,9   |
| Précipitations (mm)                              | 87,8      | 63        | 72,1       | 63,9      | 74,5      | 104,8     | 187,2     | 153      | 123,8     | 105,1     | 74,4      | 97,2      | 1 206,7   |
| dont neige (cm)                                  | 103       | 79        | 35         | 2         | 0         | 0         | 0         | 0        | 0         | 0         | 4         | 66        | 285       |
| Nombre de jours avec précipitations              | 15,7      | 12,2      | 11,5       | 9,2       | 8,7       | 9,9       | 12,7      | 10,5     | 10,1      | 9,6       | 11,4      | 15,2      | 136,7     |
| dont nombre de jours avec précipitations ≥ 10 mm | 2,3       | 1,4       | 2,2        | 1,8       | 2,8       | 3,5       | 5,6       | 4,5      | 3,8       | 2,7       | 2,4       | 3,1       | 36        |
| Humidité relative (%)                            | 81        | 77        | 69         | 62        | 64        | 71        | 76        | 75       | 77        | 77        | 78        | 81        | 74        |
| Nombre de jours avec neige                       | 18        | 15,2      | 8,3        | 0,6       | 0         | 0         | 0         | 0        | 0         | 0         | 1,2       | 10,3      | 53,5      |

| Diagramme climatique                                  |           |             |             |              |               |             |             |               |              |             |             |
| J                                                     | F         | M           | A           | M            | J             | J           | A           | S             | O            | N           | D           |
| 3,3−3,187,8                                           | 4,4−3,163 | 9,1−0,372,1 | 16,44,763,9 | 22,610,774,5 | 25,915,7104,8 | 29,120187,2 | 30,520,9153 | 25,816,6123,8 | 19,59,8105,1 | 12,63,674,4 | 6,1−0,797,2 |
| Moyennes : • Temp. maxi et mini °C • Précipitation mm |           |             |             |              |               |             |             |               |              |             |             |

## Histoire
Yamagata a été fondée le 1er avril 1889.

## Culture locale et patrimoine
Le festival Hanagasa est l'un des festivals majeurs de l'été dans la région de Tōhoku. Il a lieu à Yamagata chaque année au mois d'août. À Yamagata se déroule aussi un événement bisannuel, le Festival international du documentaire de Yamagata.

## Transports
La ville est desservie par la ligne Shinkansen Yamagata, à la gare de Yamagata.

## Jumelage
Yamagata est jumelée avec Kitzbühel, une municipalité d'Autriche.